# Fierbinți-Târg
Fierbinți-Târg è una città della Romania di 4 754 abitanti, ubicata nel distretto di Ialomița, nella regione storica della Muntenia.
Fanno parte dell'area amministrativa anche le località di Fierbinții de Jos, Fierbinții de Sus e Grecii de Jos.
Fierbinți-Târg ha ottenuto lo status di città nel 2004.